# إيان ديفيس
إيان ديفيس (بالإنجليزية: Ian Davies)‏ (مواليد 29 يناير 1956 - الوفاة 7 نوفمبر 2013) كان لاعب كرة سلة أسترالي بدأ مسيرته الاحترافية في سنة 1978 لعب في الدوري الأسترالي لكرة السلة. بلغ طوله 6 قدم 6 بوصة (2.0 م).

## روابط خارجية
- إيان ديفيس على موقع الاتحاد الدولي لكرة السلة (الإنجليزية)
- إيان ديفيس على موقع ريلجم (الإنجليزية)
- إيان ديفيس على موقع سبورتس رفرنس (الإنجليزية)
- إيان ديفيس على موقع أوليمبيديا (الإنجليزية)
- إيان ديفيس على موقع اللجنة الأولمبية الأسترالية (الإنجليزية)